# تپه کانی کلو
تپه کانی کلو در شهرستان سقز، بخش مرکزی، روستای تموغه واقع شده و این اثر در تاریخ ۲۷ مرداد ۱۳۸۲ با شمارهٔ ثبت ۹۶۴۵ به‌عنوان یکی از آثار ملی ایران به ثبت رسیده است.